# Brad Rowe

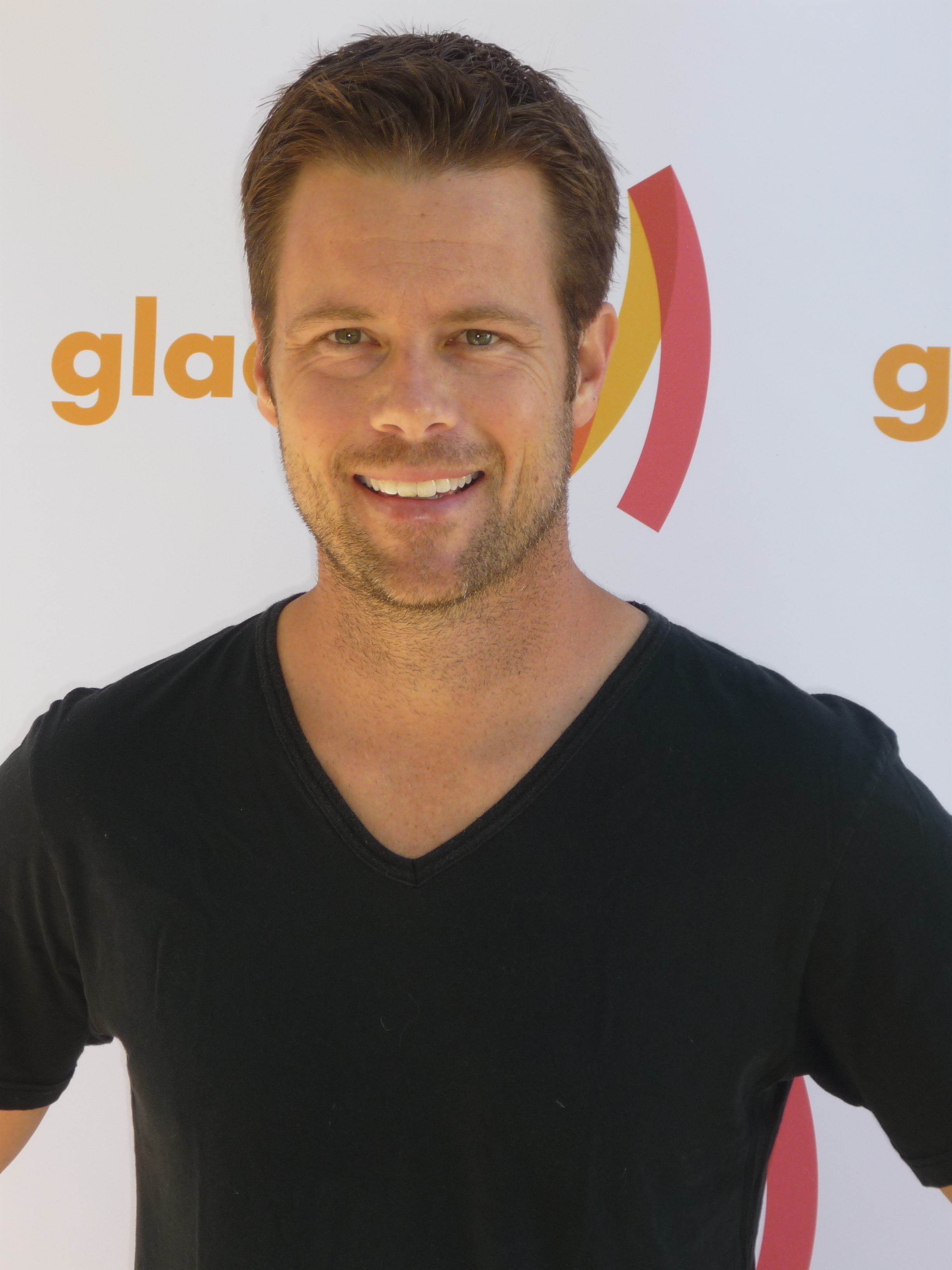
Brad Rowe

Brad Rowe, född 15 maj 1970, är en amerikansk skådespelare som började sin karriär i filmer som Invisible Temptation och Billy's Hollywood Screen Kiss (som inledde karriären för Sean Hayes). Rowe var stjärnan i Outer Limits-avsnittet "A New Life" och har också examen från University of Wisconsin-Madison. Han arbetade ursprungligen som ekonomichef för politiska kampanjer i Washington, DC innan han flyttade till Los Angeles, Kalifornien för att fortsätta skriva och skådespela. Han är gift med Lisa Fiori och de har ett barn, en son som heter Hopper.
Han har senast handlat i TV-filmerna Vanished, Lucky 7 och Though None Go with Me. Han deltog i Tony Zierra's dokumentär från 2009, My Big Break, som följer den tidiga karriär för Rowe, Wes Bentley, Chad Lindberg och Greg Fawcett. Den tar dessutom upp Rowes senaste[när?] film Shelter. Brad är också värd för podcastserien MIPtalk: Conversations with the World's Most Interesting People.